# Der Ehe ewiges Einerlei
Der Ehe ewiges Einerlei (auch unter dem Titel Der Herr aus der vierten Etage gezeigt) ist eine US-amerikanische Stummfilmkomödie aus dem Jahr 1924 von Hobart Henley mit Conrad Nagel und Eleanor Boardman in den Hauptrollen. Der Film wurde von Metro-Goldwyn-Mayer produziert und basiert auf einer Origialstory von Carey Wilson.

## Handlung
Nach fünf Ehejahren ist das gemeinsame Leben von Beth und Peter Marsh eine Abfolge von Streitereien und Versöhnungen. Beth ist leichtsinnig und extravagant, während der herrschsüchtige und ehrgeizige Peter Schwierigkeiten hat, die Rechnungen zu bezahlen. Daniel Rankin, der im selben Apartmentgebäude lebt, fühlt sich zu Beth hingezogen und arrangiert mit dem Chauffeur von Marsh, dass ihr Auto eine Panne hat, sodass er ihr helfen und sich elegant vorstellen kann. 
Rankin lädt Beth zu einem Tanz ein. Peter, der Rankins Aufmerksamkeiten seiner Frau übel nimmt, verbietet ihr, hinzugehen. Beth begleitet Rankin jedoch, um ihrem Mann eins auszuwischen. Rankin schlägt ihr vor, sich von Peter scheiden zu lassen und seine Frau zu werden. Nachdem sie nach Hause zurückgekehrt ist, gerät Beth in einen heftigen Streit mit Peter, verlässt die Wohnung und geht zu Rankin. Er wiederholt seinen Vorschlag, aber da er vermutet, dass die weinende Beth ihren Mann wirklich liebt, liest er ihr die Geschichte von König David und Batseba aus der Bibel vor. Dieser Bericht über die schwerwiegenden Folgen einer unerlaubten Liebe veranlasst sie, zu Peter zurückzukehren, mit dem sie sich bald versöhnt.

## Hintergrund
Im November 1924 wurde berichtet, dass die Produktion am Set der MGM-Studios drei Tage lang unterbrochen war, während Regisseur Hobert Henley und sein Team die aufwendige, „spektakuläre“ biblische Sequenz vorbereiteten. Die Sequenz, die als getreue Adaption des elften und zwölften Kapitels des Buches Samuel (2 Sam 11  und 2 Sam 12 ) angekündigt wurde, in dem die Dreiecksbeziehung zwischen König David, Urija und Batseba beschrieben wird, wurde in Technicolor gedreht. In der Szene kamen 500 Statisten zum Einsatz, darunter 50 von Fanchon choreografierte Tänzer. Sophie Wachner entwarf farbenfrohe Kostüme für das Technicolor-Verfahren.
Cedric Gibbons oblag die künstlerische Leitung. 
John Boles gab sein Filmdebüt.
Da keine Kopien der sieben Filmrollen existieren, gilt der Film als verschollen.

## Veröffentlichung
Die Premiere des Films fand am 24. November 1924 statt. Im Deutschen Reich kam er im September 1925 in die Kinos.